# Rosario
Rosario er delstatshovedstad i provinsen Santa Fe i Argentina. Byen har ca. 1.193.605 (2010) indbyggere og er dermed Argentinas tredjestørste by. Rosario ligger nær udløbet af floden Paraná og er en havneby med stor eksport af jordbrugsprodukter[kilde mangler].

## Personer fra Rosario
- Den verdensberømte fodboldspiller Lionel Ándres Messi boede i Rosario til han blev 13 år gammel.
- Den Sydamerikanske revolutinær og guerillaleder Ernesto Rafael Guevara de la Serna (bedre kendt som Che Guevara) blev født i Rosario den 14. Juni 1928.
- Den argentinske skuespillerinde María Clara Alonso blev født i Rosairo den 2. Februar 1990 og boede der til hun var 2 år.